# اسدآباد (ابهر)
اسدآباد یک روستا در ایران است که در دهستان حومه واقع شده‌است. براساس سرشماری مرکز آمار ایران در سال ۱۳۹۵، اسدآباد ۹۰ نفر جمعیت دارد.